# Jewgienij Laszko
Jewgienij (Eugeniusz) Antonowicz Laszko ros. Евгений Антонович Ляшко (ur. 22 lipca 1903 w Łodzi, zm. ?) – podpułkownik Armii Czerwonej, generał brygady Wojska Polskiego.

## Życiorys
Syn Antoniego i Zofii, podczas służby w Armii Czerwonej deklarował narodowość rosyjską. Do 1914 uczył się w łódzkiej szkole średniej, potem został ewakuowany w głąb Rosji. W październiku 1921 wstąpił do Armii Czerwonej. W 1922 brał udział w walkach z basmaczami. 1925-1926 w wyższej szkole dowódców artylerii specjalnego przeznaczenia w Moskwie, zastępca dowódcy baterii, a od 1932 dowódca baterii. Od lutego 1938 szef sztabu pułku artylerii, w czerwcu 1938 zwolniony ze służby, w lipcu 1939 ponownie powołany. Wykładał artylerię w szkole oficerskiej w Leningradzie, a od 1941 w Tomsku. Zastępca komendanta szkoły artylerii. W lipcu 1944 skierowany do służby w WP, został zastępcą komendanta Oficerskiej Szkoły Artylerii ds. liniowych w Riazaniu, a następnie w Chełmie. Od marca 1945 dowódca 3 Warszawskiej Brygady Haubic, brał udział w walkach nad Odrą, w ataku na Berlin i w walkach nad Łabą. Od września 1945 dowódca 12 Łużyckiej Brygady Artylerii Ciężkiej. Od sierpnia 1946 komendant Oficerskiej Szkoły Artylerii w Toruniu (od marca 1951: Wyższej Szkoły Artylerii). Inicjator budowy Pomnika Artylerzysty w Toruniu. W grudniu 1946 awansowany na generała brygady. Od jesieni 1953 do sierpnia 1957 dowódca artylerii Śląskiego Okręgu Wojskowego we Wrocławiu. Jesienią 1957 powrócił do ZSRR. Dalsze jego losy nie są znane.

## Odznaczenia
- Order Sztandaru Pracy I klasy (1949)
- Krzyż Komandorski Orderu Odrodzenia Polski (1954)
- Krzyż Oficerski Orderu Odrodzenia Polski (1946)[1]
- Order Virtuti Militari V klasy (1945)
- Order Krzyża Grunwaldu III klasy (1945)
- Złoty Krzyż Zasługi (dwukrotnie, 1954 i 1957)
- Medal za Warszawę 1939–1945
- Medal za Odrę, Nysę, Bałtyk
- Srebrny Medal „Siły Zbrojne w Służbie Ojczyzny” (1954)
- Order Lenina (1946)
- Order Czerwonego Sztandaru (1944)
- Order Czerwonej Gwiazdy (1942)
- Medal „Za wyzwolenie Warszawy”
- Medal „Za zwycięstwo nad Niemcami w Wielkiej Wojnie Ojczyźnianej 1941–1945”
- Medal „Za zdobycie Berlina”